# اندیس شالا
اندیس شالا (انگلیسی: Andis Shala؛ زادهٔ ۱۵ نوامبر ۱۹۸۸) بازیکن فوتبال اهل آلمان است.
از باشگاه‌هایی که در آن بازی کرده‌است می‌توان به باشگاه فوتبال کارل زایس ینا، باشگاه فوتبال دینامو برلینر، باشگاه فوتبال مانهایم، باشگاه فوتبال هالشر، باشگاه فوتبال هانوفر ۹۶، و باشگاه فوتبال داندی یونایتد اشاره کرد.